# 온감반
온감반은 2020년에 창설된 리그 오브 레전드의 팀이다. 현재 인원수는 17명으로 집계된다. 디스코드를 통해 소통을 하고 있다.

## 활동
주로 하는 게임은 리그 오브 레전드 이고, 특정 기간동안 FIFA 온라인 4, 메이플스토리, 서든어택 등등 다양한 게임을 하기도 했었다. 매 주 주말마다 내전을 한다. 최근들어 열기가 시들시들 해졌지만, 2020년과 2021년에는 내전을 밥먹듯이 하였다. 팀의 맴버가 생일이 되면 회식을 한다. 계산은 생일 당사자가 한다. 주로 가는 식당은 배갈비, 명륜진사갈비, 청춘을파는상회이다. 식사를 마치면 케이크를 사들고 축하를 해준 뒤, 엉덩이을 갈겨버린다.  

## 역사
2020년 온라인클래스가 시작되고, 학교를 가지 못하여 외로움을 느낀 학생들이 모여 팀을 꾸렸다. 온클감성반 줄여서 온감반이다. 온감반은 주로 삼성현중학교 출신들이고, 문명고등학교에서 가장 규모가 큰 단체이다. 현재는 문명고등학교 학생들이 대부분이고, 다른 학교 학생들도 몇몇 있다. 온감반의 전성기는 2020년, 2021년 이었다. 그 당시에는 어느 시간대에도 디스코드에 접속하면 사람들이 있었고, 디스코드를 틀면서 자기도 하였다. 

## 인물
황수혁 : 2020년 팀이 창설되고 2달후에 입단하였다.
1. ↑  지금은 문을 닫았다
2. ↑  초기 이름은 새벽감성반이었다